# Hillary Hoynes
Hillary Williamson Hoynes (ur. 31 sierpnia 1961) – ekonomistka amerykańska, profesor ekonomii Uniwersytetu Kalifornijskiego w Berkeley. Zajmuje się głównie empiryczną mikroekonomią podatków i transferów w kontekście ubóstwa i nierówności.

## Życiorys

### Wczesne życie i wykształcenie
Pochodzi z rodziny akademików: jest córką ekonomisty Jeffreya Williamsona i uniwersyteckiej programistki Nancy Williamson, oraz wnuczką ekonomisty Kossutha Williamsona. Relacjonuje że dorastała obserwując zaangażowanie rodziców w pracę naukową. Ukończyła studia matematyczne i ekonomiczne na Colby College (B.A., 1983) i doktorat z ekonomii na Uniwersytecie Stanforda (Ph.D., 1992).

### Praca
Od studiów pracuje na UC Berkeley, gdzie w 2005 uzyskała pełną profesurę; była również profesorem gościnnym i uczestniczką programów badawczych na Uniwersytecie Harvarda, Uniwersytecie Stanforda i University College London. Zasiadała w redakcji American Economic Review. Obecnie obejmuje Haas Distinguished Chair na wydziale ekonomii UC Berkeley i jest pracowniczką naukową NBER.
Jej badania dały empiryczne przesłanki m.in. o pozytywnym rachunku kosztowym amerykańskiego programu pomocy żywnościowej SNAP, czy ulgi podatkowej od uzyskanego dochodu EITC.